# 1332 Marconia
Az 1332 Marconia (ideiglenes jelöléssel 1934 AA) a Naprendszer kisbolygóövében található aszteroida. Luigi Volta fedezte fel 1934. január 9-én.